# Milano-Torino 1976
La Milano-Torino 1976, sessantaduesima edizione della corsa, si tenne il 19 settembre 1976. Fu vinta dall'italiano Enrico Paolini.

## Ordine d'arrivo (Top 10)
| Pos. | Corridore        | Squadra | Tempo |
| ---- | ---------------- | ------- | ----- |
| 1    | Enrico Paolini   |         |       |
| 2    | Franco Bitossi   |         |       |
| 3    | Eddy Verstraeten |         |       |
| 4    | Rik Van Linden   |         |       |
| 5    | Walter Godefroot |         |       |
| 6    | Alfons de Bal    |         |       |
| 7    | Patrick Sercu    |         |       |
| 8    | Freddy Maertens  |         |       |
| 9    | Marc Renier      |         |       |
| 10   | Jos Jacobs       |         |       |